# ساندر ژیل
ساندر ژیل (فرانسوی: Sander Gillé‎؛ زادهٔ ۱۵ ژانویهٔ ۱۹۹۱) تنیس‌باز اهل بلژیک است.